# Land en Bosch

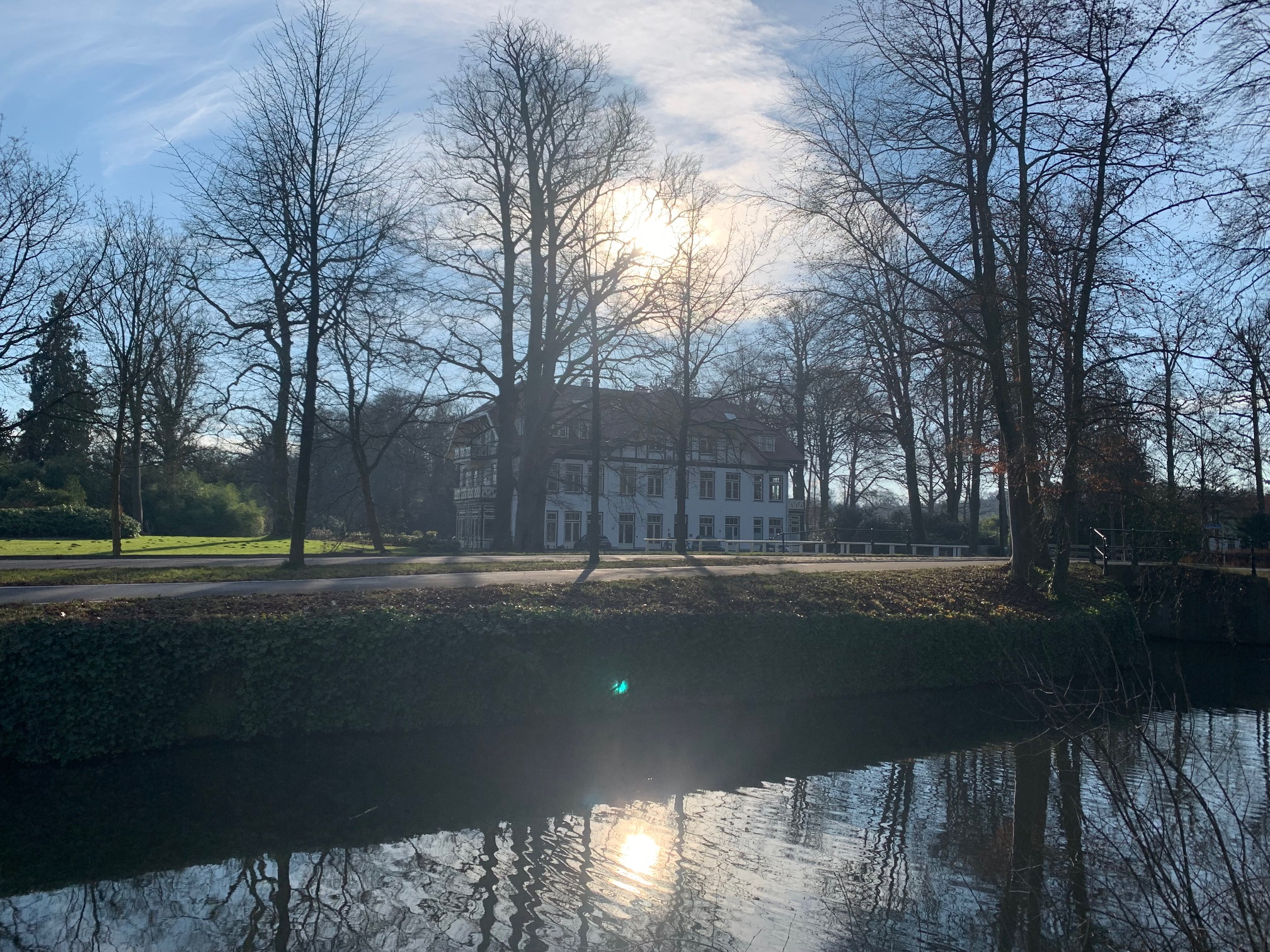
Land en Bosch anno 2025

Land en Bosch, eerder Land en Bosch Sigt, is sinds 1782 een buitenplaats aan de Leeuwenlaan 40 te 's-Graveland in de Nederlandse provincie Noord-Holland. Het landgoed is ongeveer 3,5 ha groot. Het huidige huis, gebouwd in Chaletstijl dateert uit het begin van de 20ste eeuw en is in de begin van de 21ste eeuw grondig verbouwd.

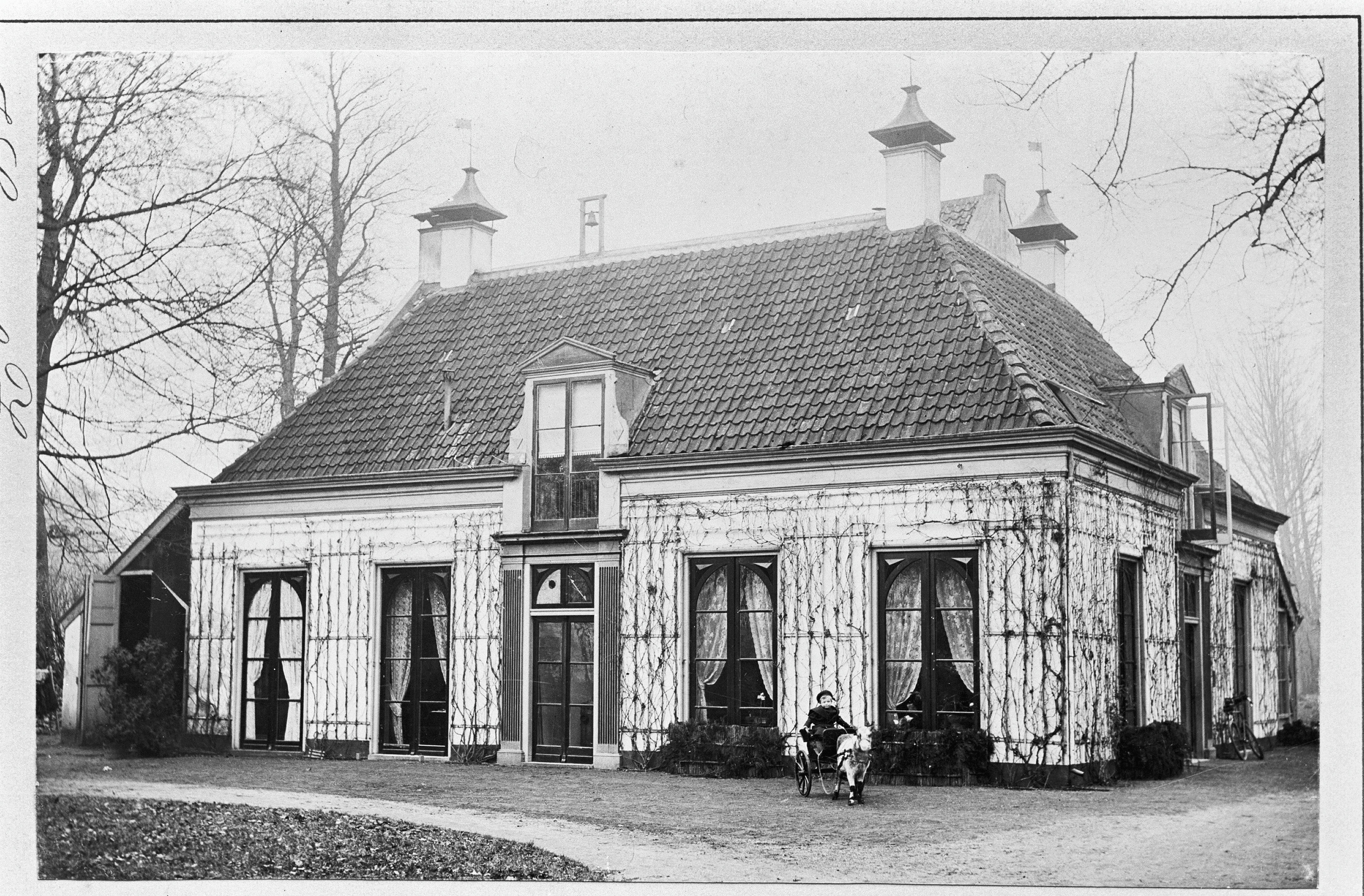
Voorzijde woning voor 1900

## Geschiedenis
Tot ongeveer 1720 hoorde het terrein van het landgoed tot de naastgelegen buitenplaats Spiegelrust.
In 1782 kocht Lodewijk Hovy jr. voor 22.000 gulden een hofstede met land bij s' Graveland die hij Land en Boschzicht noemde. Hij liet de reeds bestaande hofstede verbouwen of een nieuw herenhuis bouwen. In 1788 verkocht hij de buitenplaats aan de Franse hugenoot Louis Samuel Meynet. Dit huis zou tot circa 1900 blijven staan. De  theekoepel die nu nog aanwezig is stond er al toen hij het landgoed kocht.
In de 19e eeuw komt het in bezit van de familie Six. Na het overlijden van Jonkheer Jan Pieter Six (1824-1899), komen Jagtlust met de achterbossen en Land en Bosch (ook langs de Leeuwenlaan) toe aan zijn jongste zoon Jhr. Jan Six, heer van Hillegom en Wimmenum. Na 1900 verkocht hij het landgoed.

## Christengemeenschap
In de jaren 1950 werd Land en Bosch een conferentieoord van De Christengemeenschap. De Gemeenschap had geen geld om de theekoepel uit de 18e eeuw te restaureren en verkocht hem voor een gulden aan de gemeente 's-Graveland. Die restaureerde het gebouwtje in 1958. In 2003 werd De Christengemeenschap voor een bedrag van € 35.000 wederom de eigenaar.
De Gemeenschap gebruikte het landhuis tot en met 9 september 2007 als kapel voor de eredienst. Daarna werden de diensten gehouden in de voormalige gereformeerde kerk aan de Veldweg te Bussum.

## Natuurmonumenten
In december 2007 werd Natuurmonumenten eigenaar van het landgoed. Er kwam een biologisch-dynamische tuinderij en zorgboerderij met winkel. Al sinds 1949 worden op het landgoed groenten, fruit, bloemen en asperges geteeld. In 2009 is een wijngaard gerealiseerd. Er staan 1800 wijnstokken van het witte druivenras Solaris.

## Gebouwen
De gebouwen op het landgoed zijn in 2020 verkocht aan een projectontwikkelaar.
Eind 2021 werd gestart met de bouw van een nieuw landhuis met daarin appartementen, alleen de voorgevel is behouden van het oude pand. Ook het koetsiers en hoveniersensemble is verbouwd tot moderne woonruimte. 

## Tuin
In 2024 is de tuin hersteld van het landgoed, zoals deze er begin 20e eeuw uitzag. De tuin met moestuin is in beheer bij Natuurmonumenten en is vrij toegankelijk.